# Igigi
Igigi a fost un termen folosit pentru a desemna zeii cerului în mitologia sumeriană. Deși uneori este sinonim cu termenul "Annunaki", într-un singur mit Igigi apar ca tineri zei care erau slujitori ai zeilor Annunaki, până când s-au răzvrătit și au fost înlocuiți prin crearea oamenilor.
Igigi a fost și un rege akkadian din secolul al XXI-lea î.Hr. care a domnit pentru o perioadă scurtă de timp, în cei trei ani de la moartea regelui incert Shar-Kali-Sharri, când au fost patru regi care l-au succedat pe tron, Igigi, Imi, Nanum și Ilulu. Apoi a urcat pe tron regele Dudu.